# Layne Morgan
Pour les articles homonymes, voir Morgan.
Pas d'image ? Cliquez ici

a Compétitions nationales et continentales officielles uniquement.

b Matchs officiels uniquement.
Dernière mise à jour le 12 avril 2025.
Layne Morgan, née le 20 avril 1999 à Newcastle (Australie), est une joueuse internationale australienne de rugby à XV évoluant au poste de demi de mêlée

## Biographie
Layne Morgan naît le 20 avril 1999 à Newcastle en Australie.
En 2022, elle joue pour les Waratahs de Sydney. Elle compte neuf sélections en équipe d'Australie quand elle est retenue en septembre 2022 pour disputer la Coupe du monde en Nouvelle-Zélande.
En janvier 2025, il est annoncé qu'elle rejoint la franchise des Queensland Reds pour la saison 2025 du Super Rugby Women's.

## Palmarès

### En franchise
- Finaliste du Super Rugby Women's en 2025.

### En équipe nationale
- Vainqueur du WXV 2 en 2024.